# Petrell del Carib
El petrell del Carib (Pterodroma hasitata) és un ocell marí de la família dels procel·làrids (Procellariidae), d'hàbits pelàgics cria a l'Hispaniola i antany a Jamaica, i després es dispersa pels mars, al voltant del Carib.